# Monte Nebo
O monte Nebo (em árabe: جبل نيبو Jabal Nībū; em hebraico:  הַר נְבוֹ Har Nevo) é um monte na Jordânia com cerca de 817 m de altitude, mencionado na Bíblia (no Deuteronómio) como o local onde Moisés viu a Terra Prometida e onde morreu, sem chegar a entrar nessas terras, que viu ao longe. Do alto do monte Nebo observa-se um panorama da Terra Santa e, para norte, uma vista mais limitada do vale do rio Jordão. A cidade de Jericó é visível também do topo, tal como Jerusalém, em dias límpidos.
Os restos de uma igreja e de um mosteiro primitivos foram descobertos no topo em 1933. A igreja foi construída na segunda metade do século IV em memória da morte de Moisés.
De acordo com II Macabeus, seria o local onde o profeta Jeremias teria escondido a Arca da aliança. "Nos documentos referentes ao profeta Jeremias lê-se que ele ordenou aos que eram levados para o cativeiro da Babilônia que tomassem o fogo, e que lhes fez recomendações, ao dar-lhes um exemplar da lei, para que se não esquecessem dos preceitos do Senhor, nem extraviassem, ao ver os ídolos de ouro e prata e os seus adornos. Dando-lhes outros avisos semelhantes, exortava-os a que não apartassem do seu coração a lei de Deus. Lia-se também nos mesmos escritos que este profeta, por uma ordem particular recebida de Deus, levou com ele o tabernáculo e a Arca, quando escalou o monte a que Moisés tinha subido para ver a herança de Deus. Tendo ali chegado, Jeremias achou uma caverna, pôs nela o tabernáculo, a Arca e o altar dos perfumes, e tapou a entrada. Alguns dos que o seguiam voltaram de novo para marcar o caminho com sinais, mas não puderam encontrá-lo. Quando Jeremias soube disto, repreendeu-os: Sabei, disse-lhes, que este lugar ficará incógnito, até que Deus reúna seu povo disperso e use com ele de misericórdia. Então descobrirá o Senhor estas coisas, aparecerá a majestade do Senhor e ver-se-á uma nuvem, como apareceu no tempo de Moisés e como quando Salomão pediu que o templo fosse gloriosamente santificado". 
Portanto, é supostamente o lugar onde está a Arca da Aliança, ou pelo menos onde ela foi vista pela última vez, de acordo com este livro (que é presente somente nas Bíblias Católicas).
Em 20 de março de 2000, o Papa João Paulo II visitou o local na sua peregrinação à Terra Santa. Durante a visita plantou uma oliveira junto da capela bizantina como símbolo de paz.
O Papa Bento XVI também visitou o local, em 9 de maio de 2009, tendo proferido um discurso e visto o panorama na direção de Jerusalém.

## Imagens

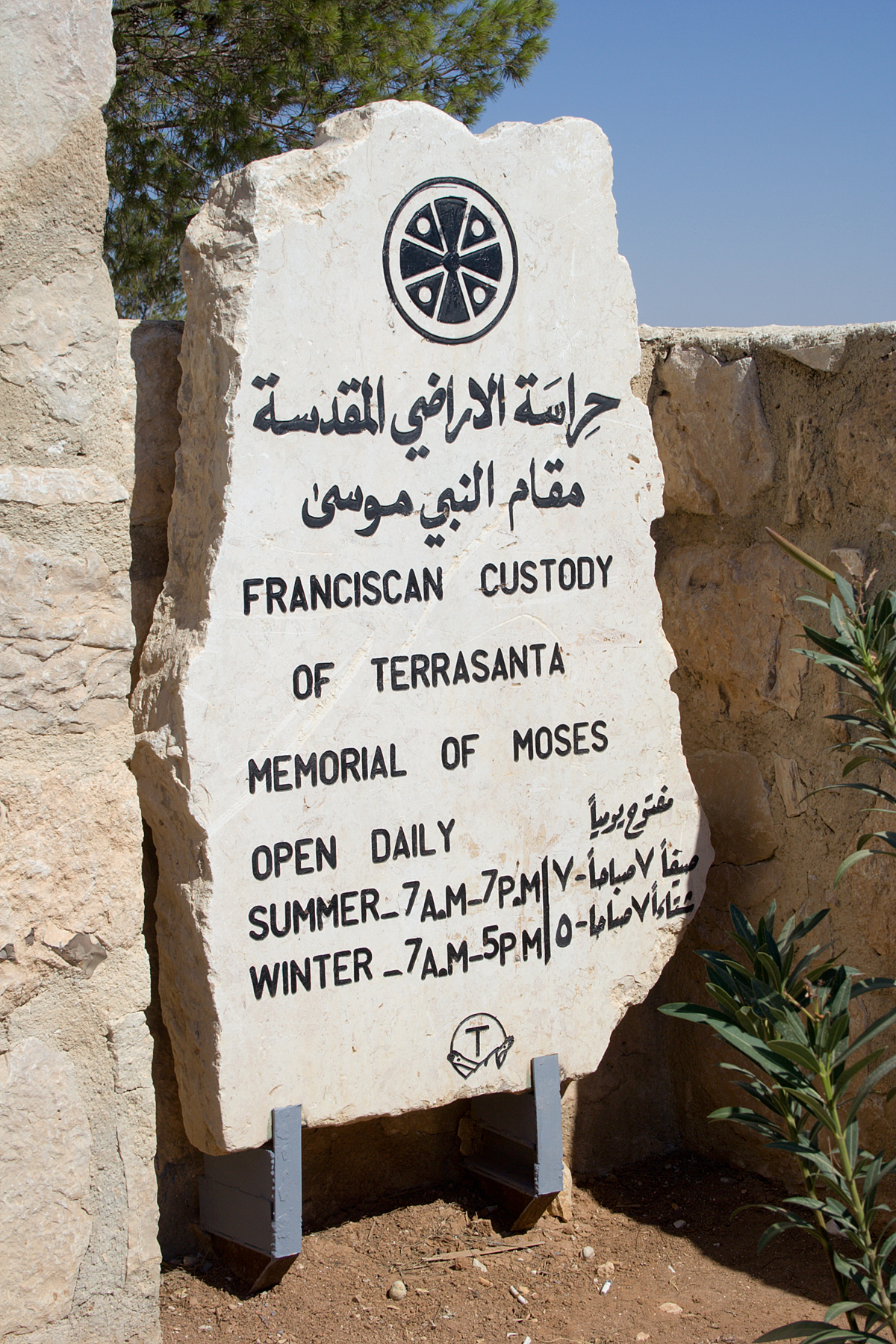
Entrada no local histórico do monte Nebo
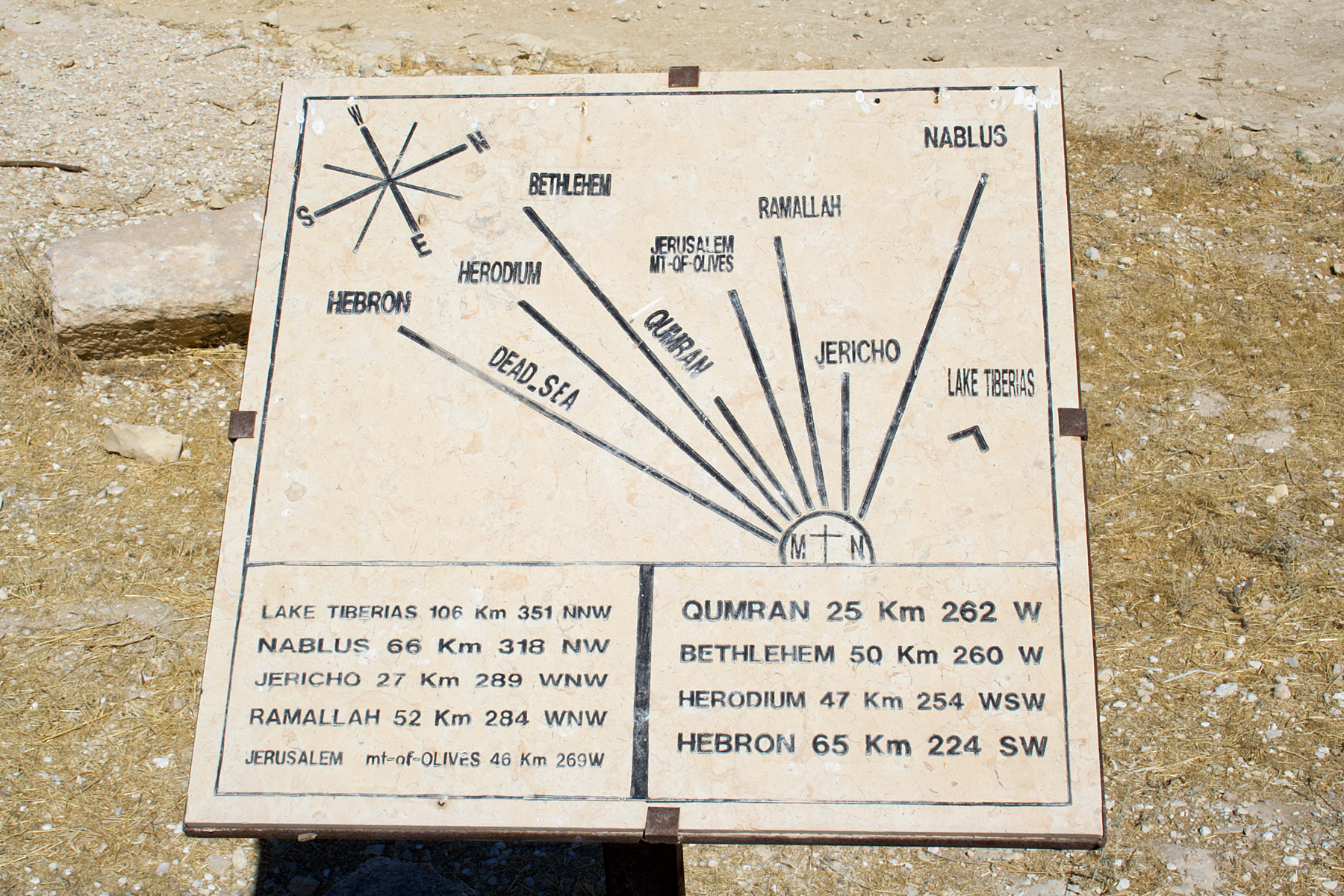
Distâncias do monte Nebo a vários locais
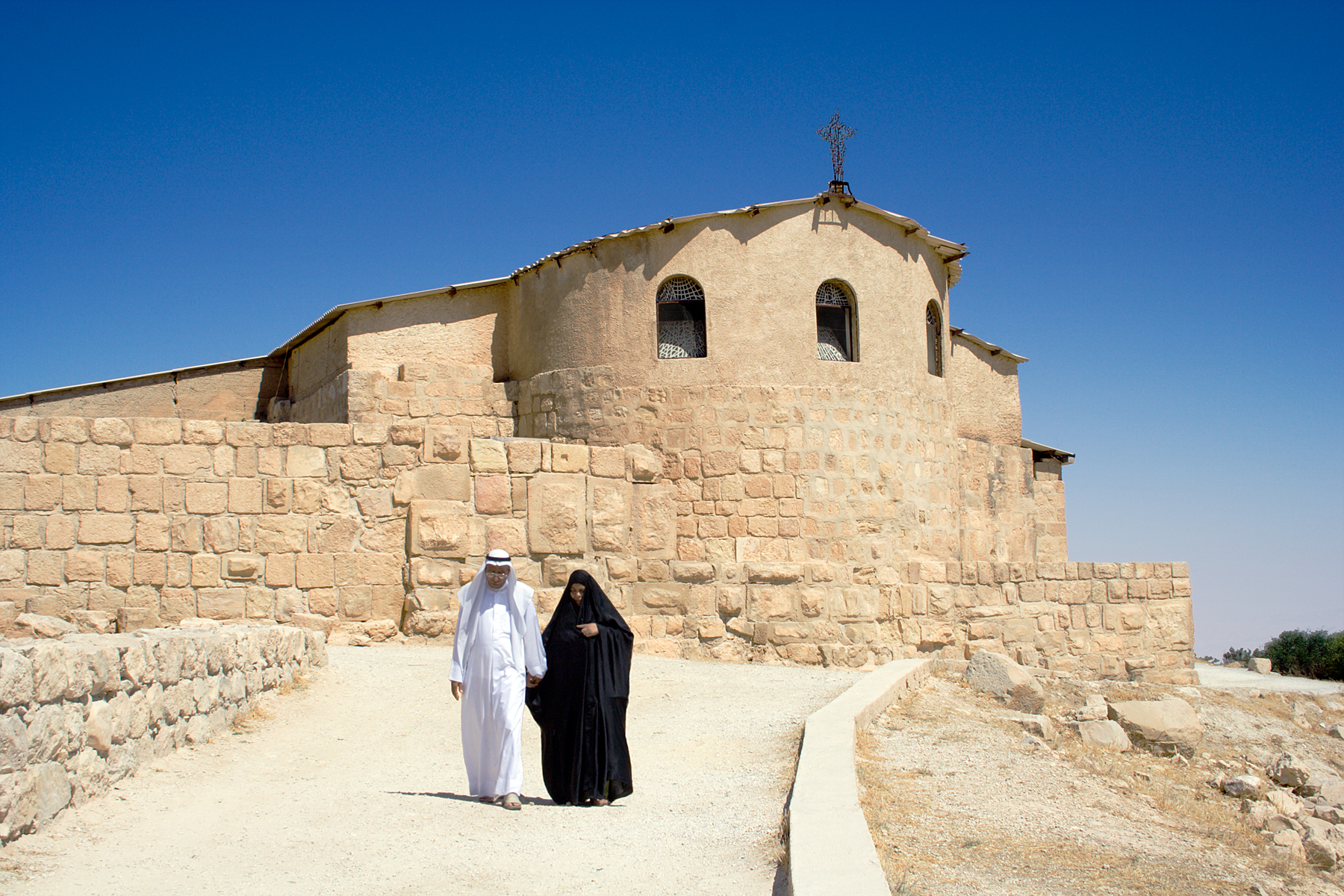
Estrutura que protege vestígios arqueológicos de uma igreja
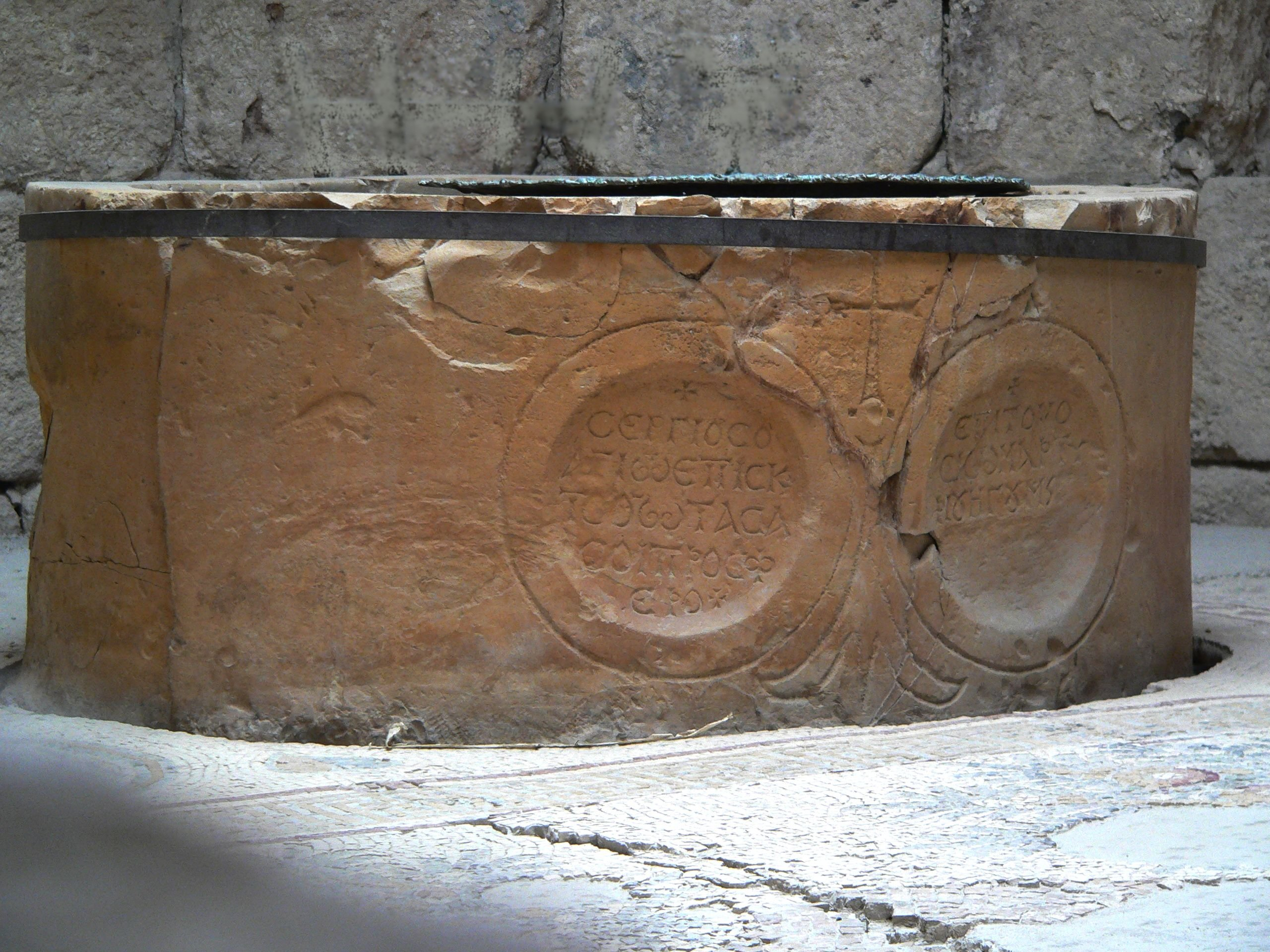
Pia batismal
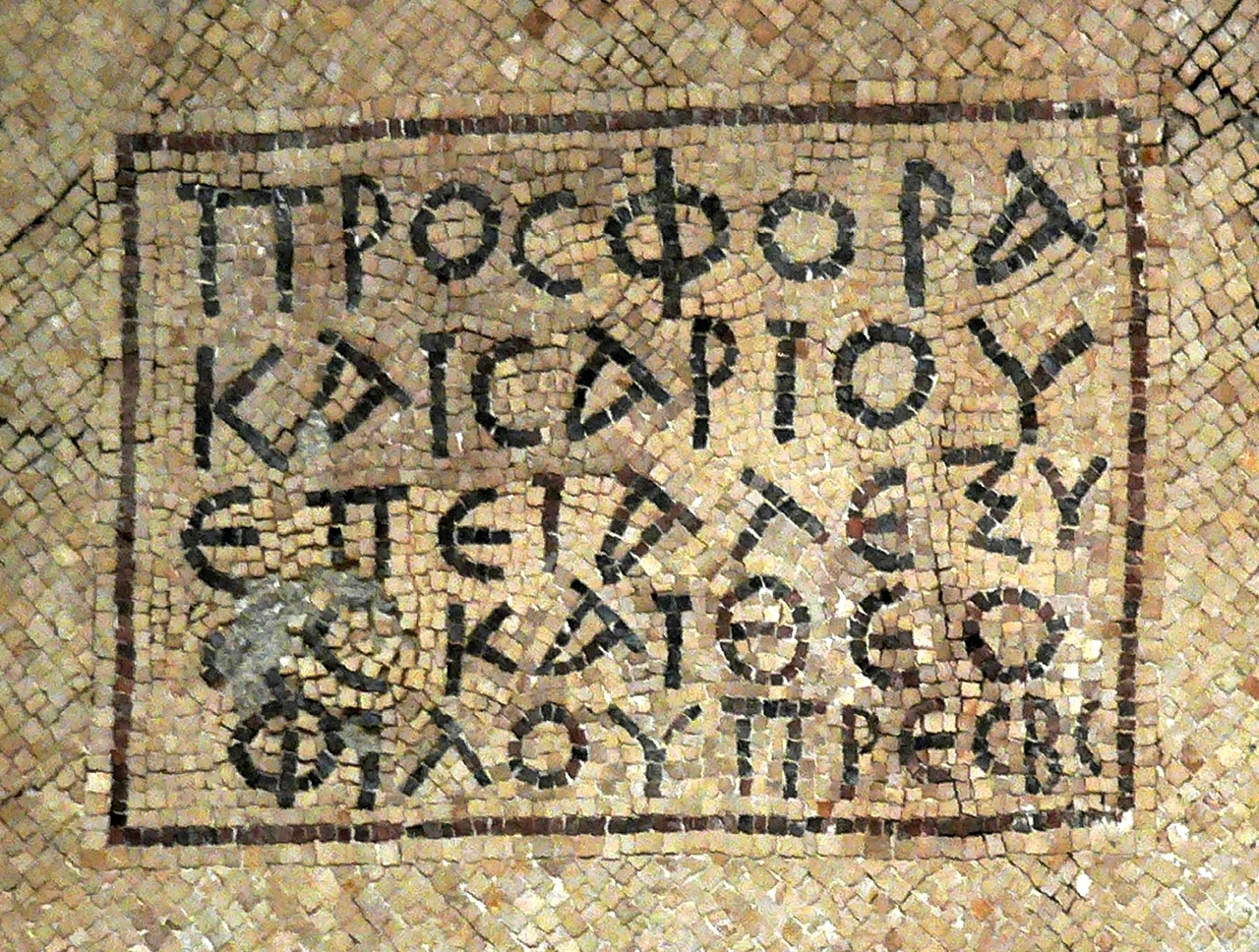
Mosaico
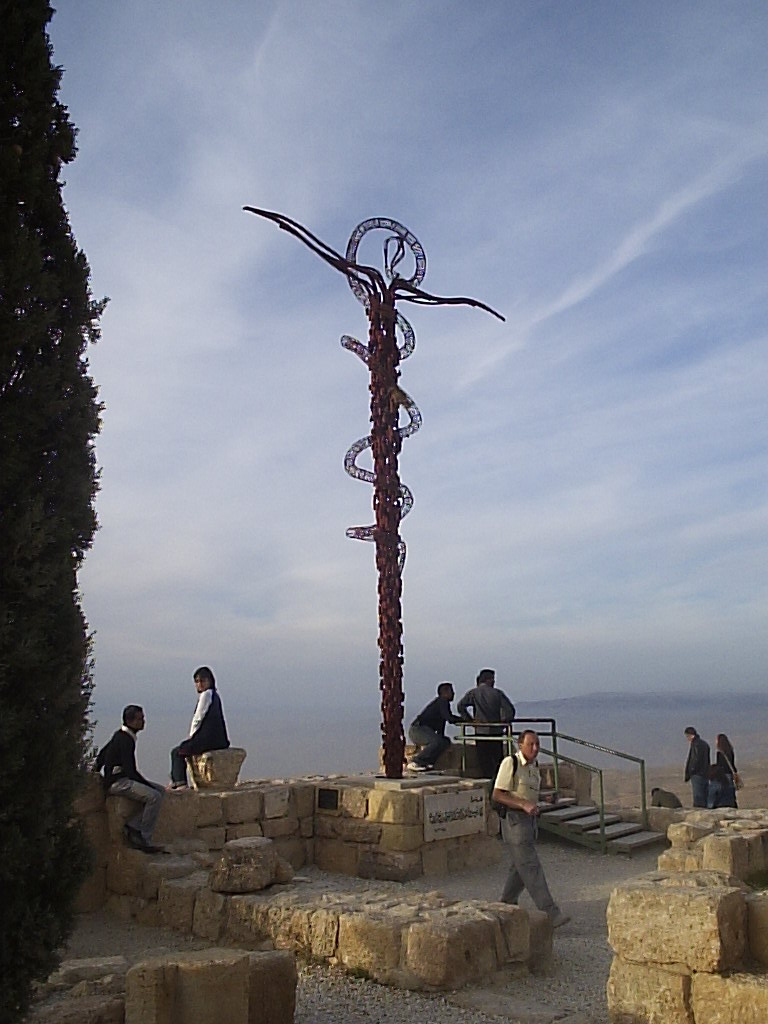
Serpente de latão.
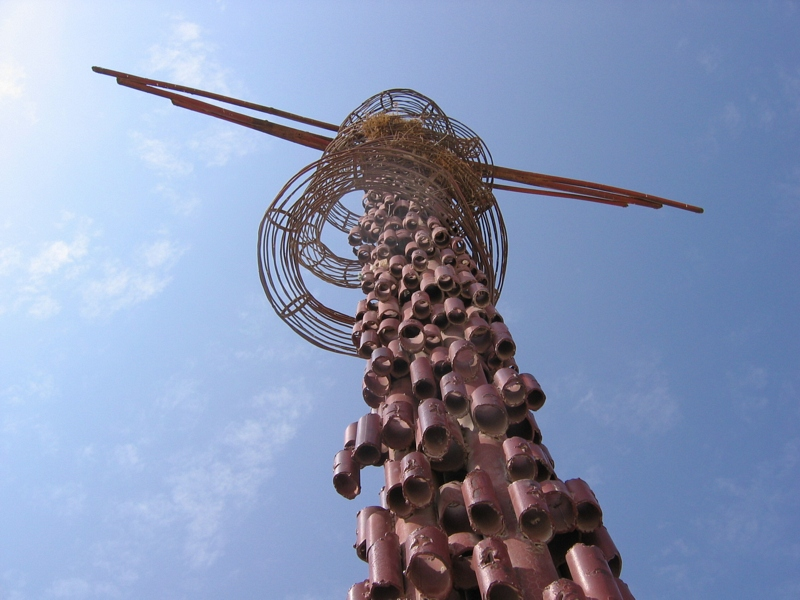
Serpente de latão
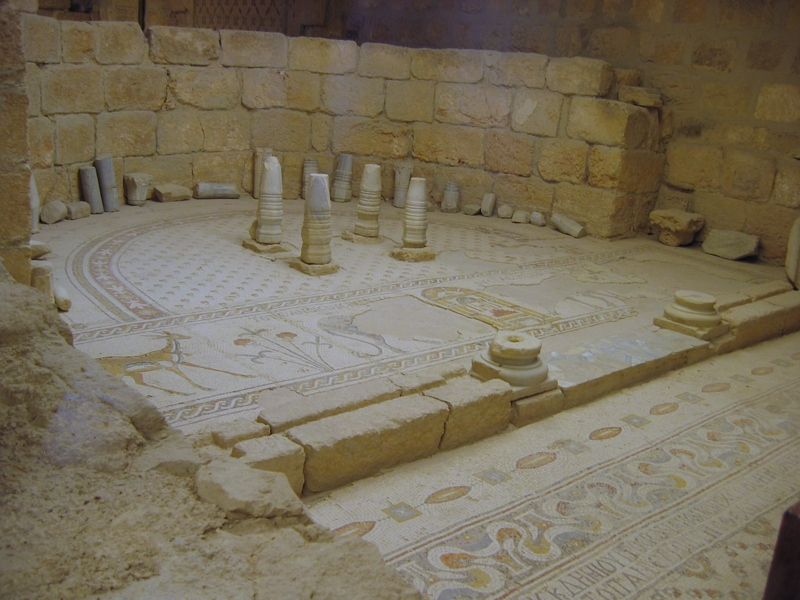
Mosaicos na Basílica de Moisés
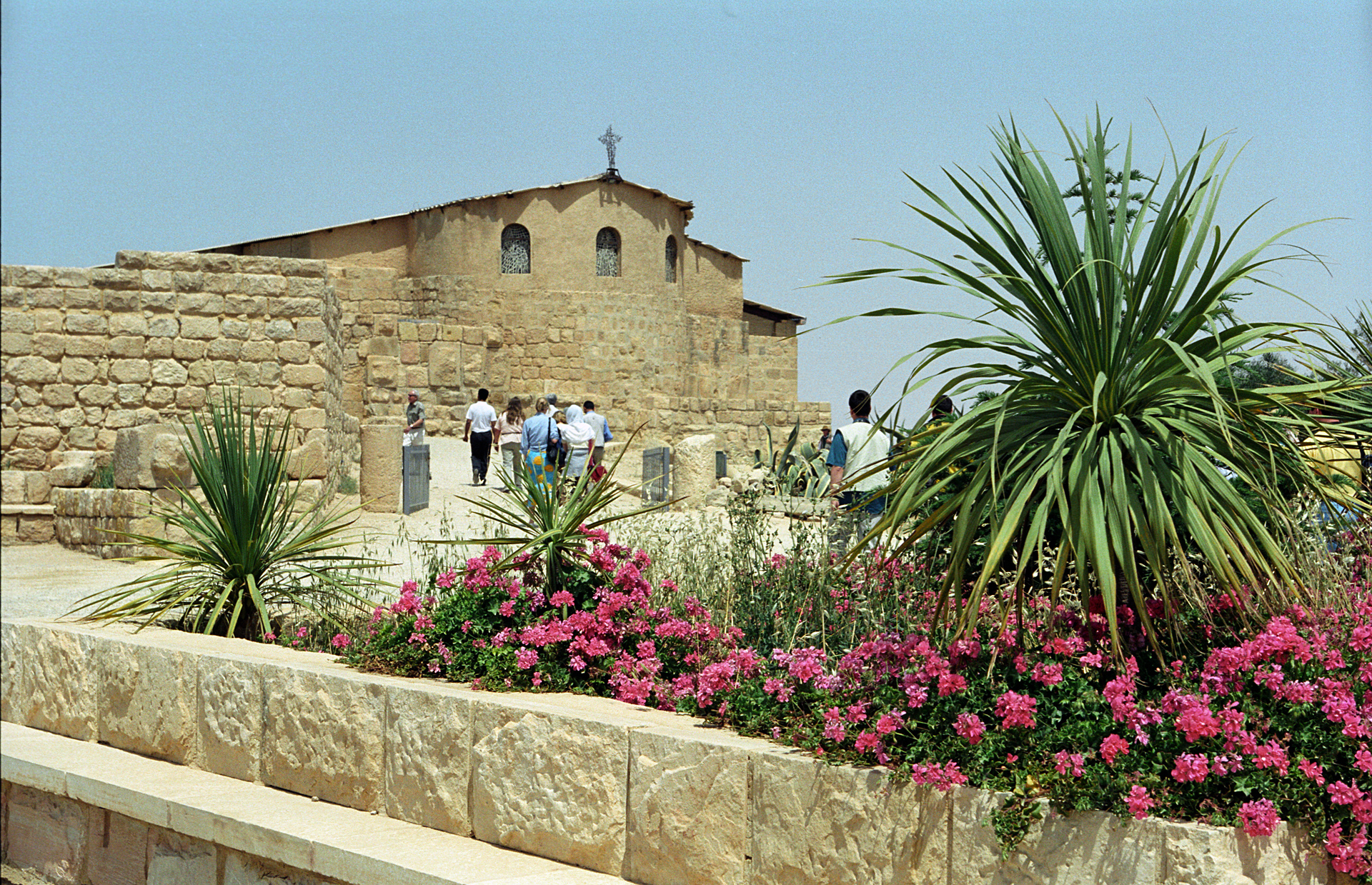
Monte Nebo
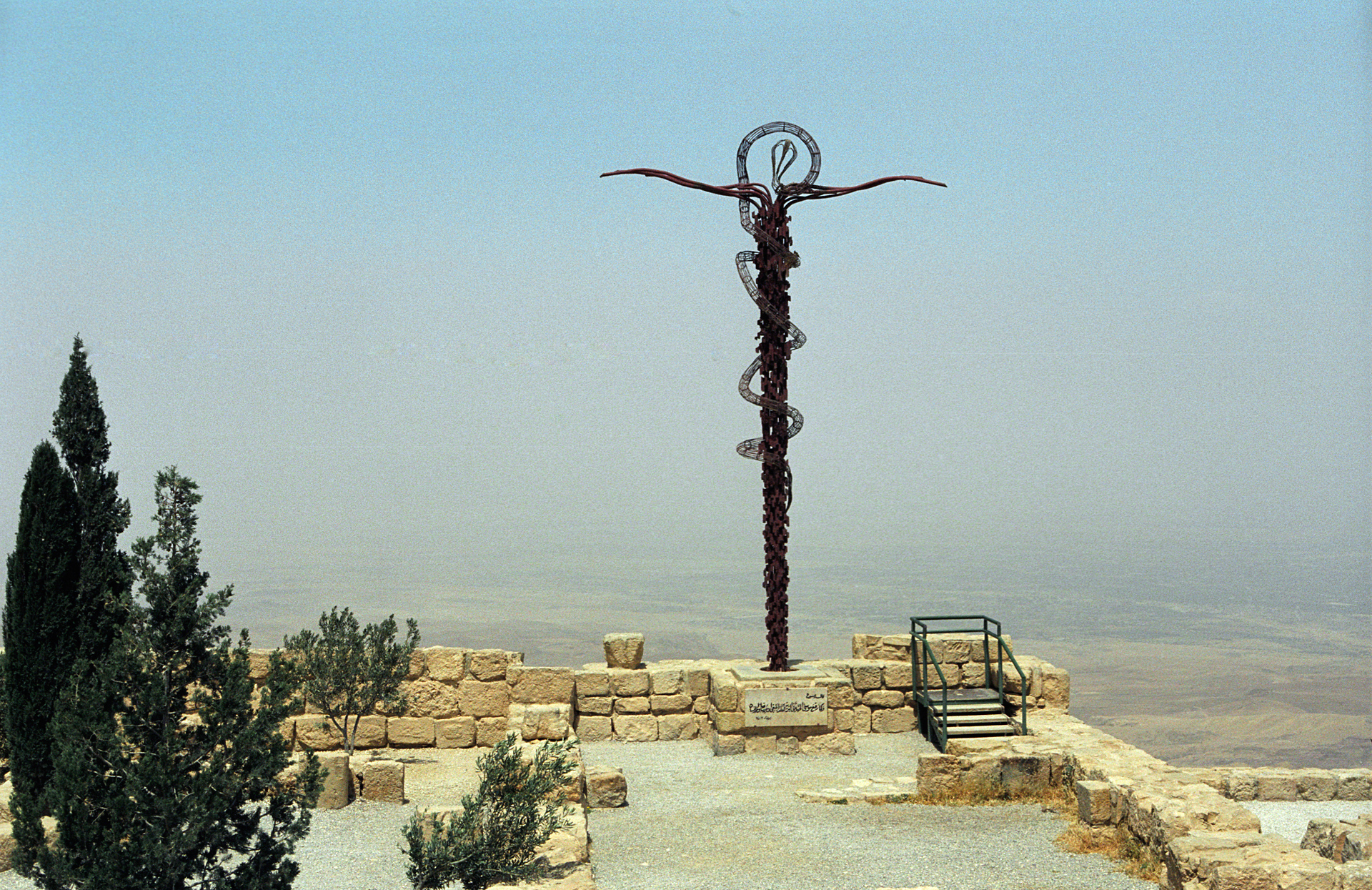
Monte Nebo
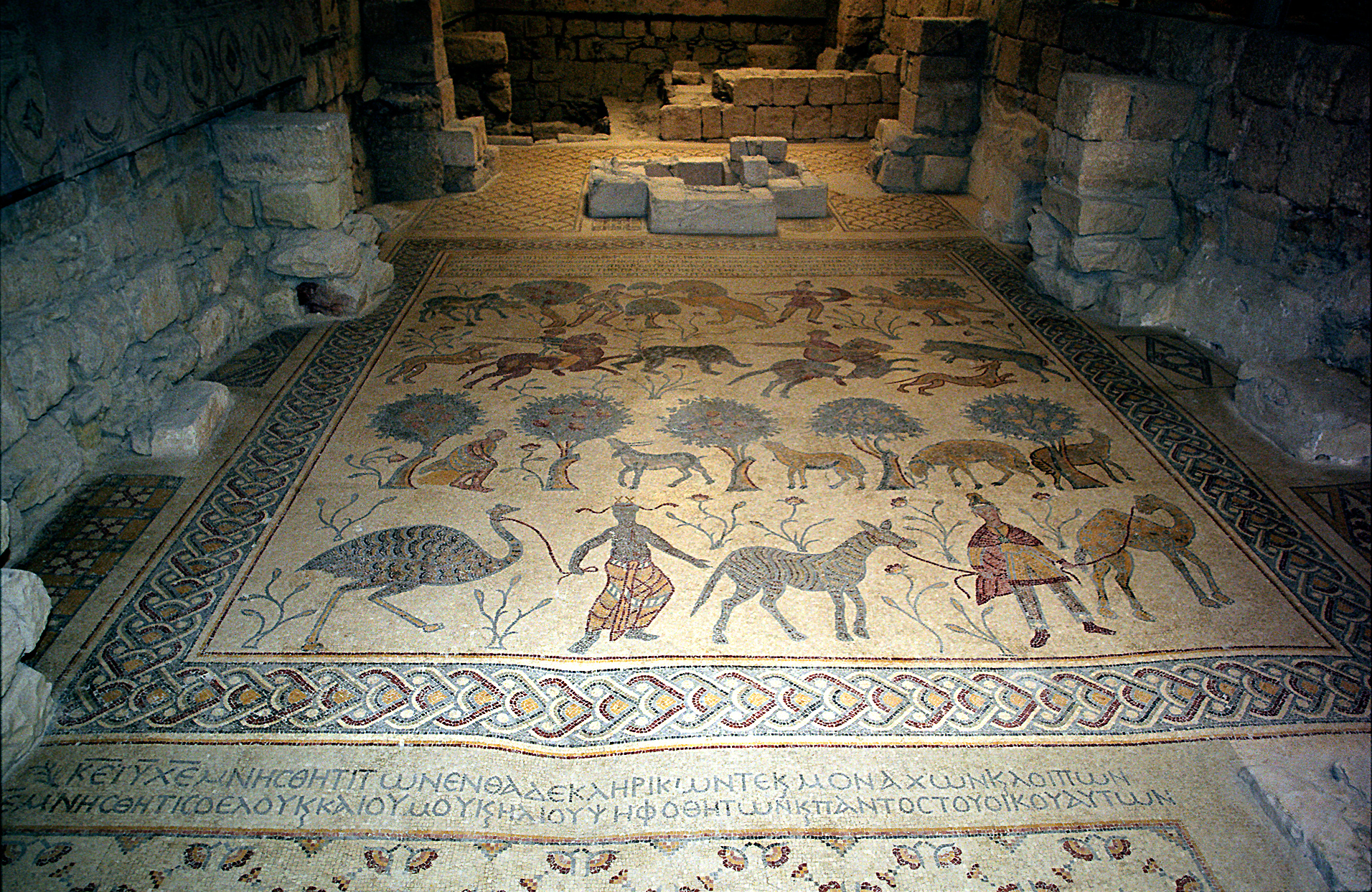
Mosaicos no monte Nebo
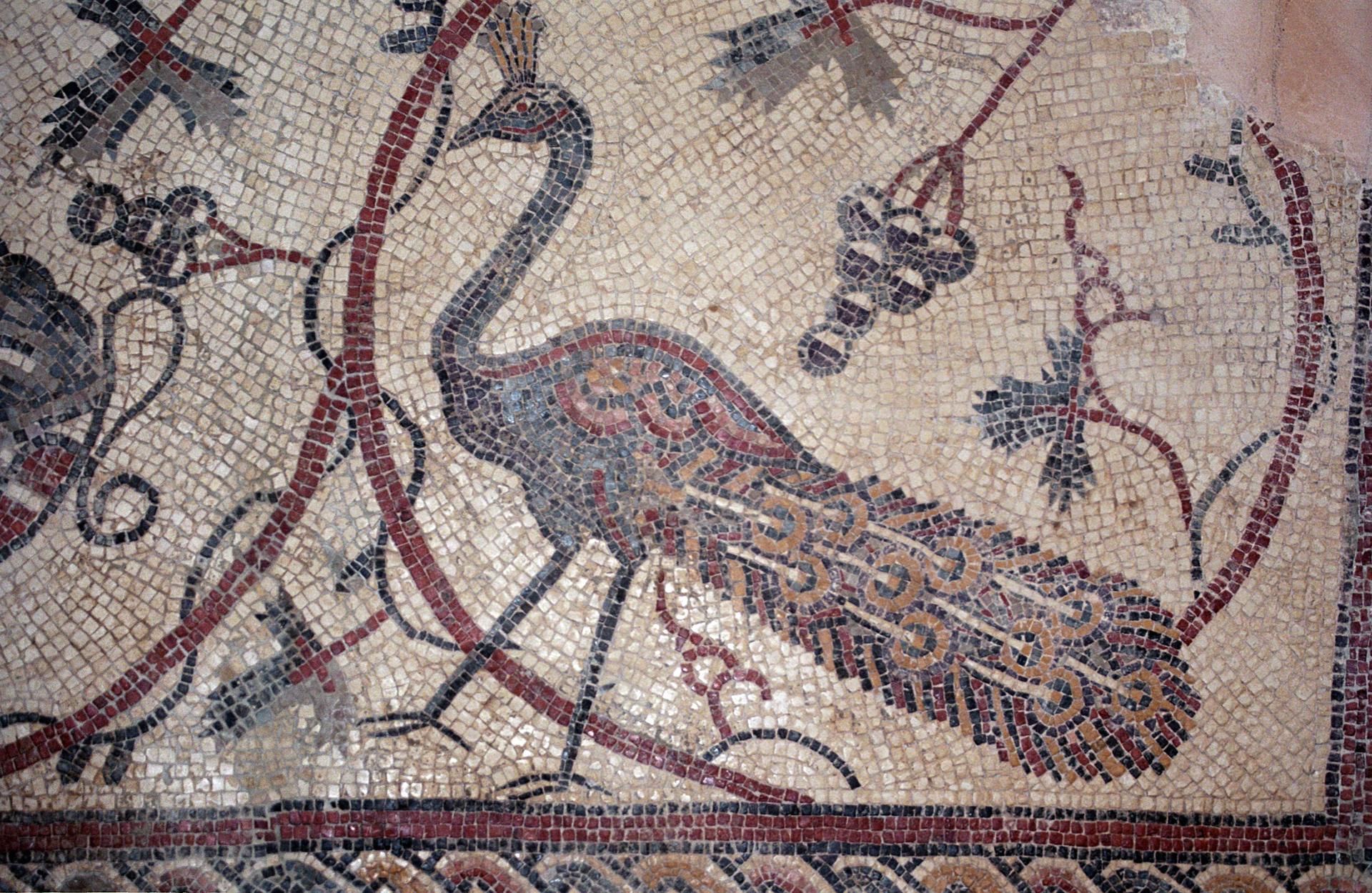
Mosaicos no monte Nebo
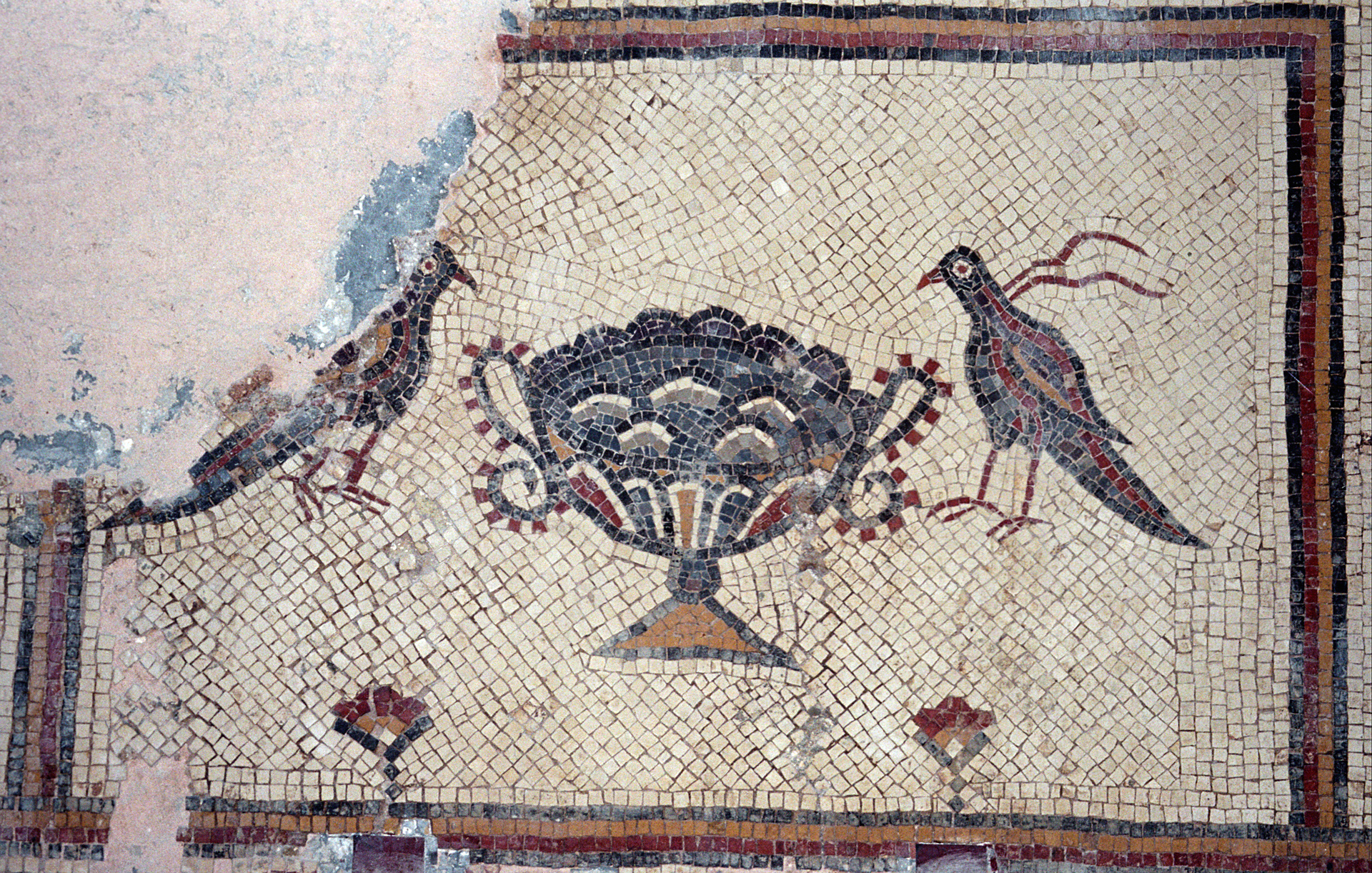
Mosaicos no monte Nebo
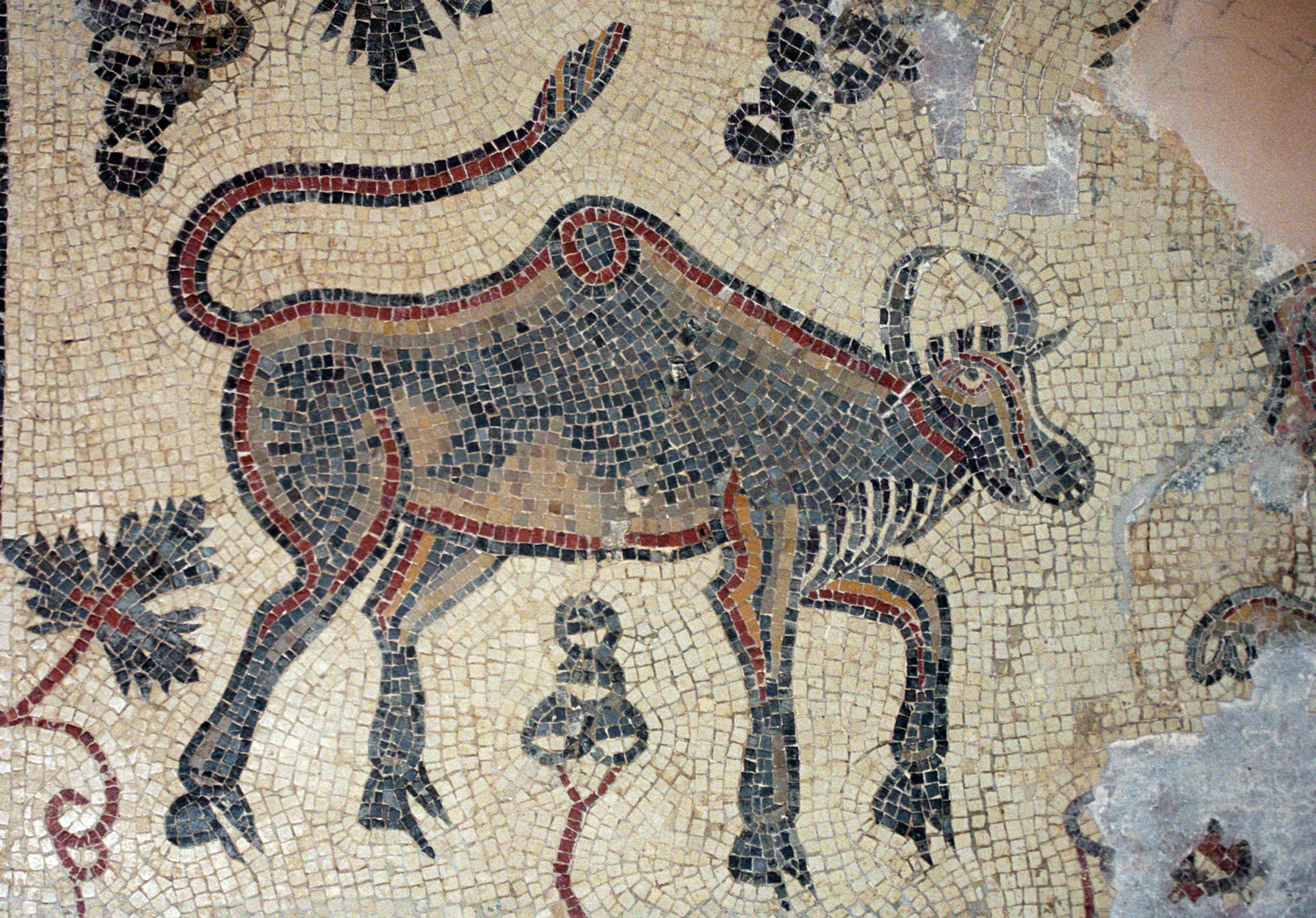
Mosaicos no monte Nebo